# لیلا در حیفا
لیلا در حیفا (انگلیسی: Laila in Haifa) یک فیلم درام به کارگردانی عاموس گیتای است. این فیلم برای اولین بار در بخش اصلی هفتاد و هفتمین دوره جشنواره بین‌المللی فیلم ونیز به نمایش درآمد.